# Chloe Temtchine
Chloe Temtchine é uma cantora e compositora americana.

## Início de Vida
Temtchine nasceu em 1982. Ela cresceu no Upper East Side de Manhattan, na cidade de Nova Iorque.  Ela estudou no Berklee College of Music, em Boston, Massachusetts. Em 2009, ela lançou seu álbum de estreia "Between Day & Dream". Em 2014, The Huffington Post descreveu Temtchine como "Claramente uma excelente estilista da música". " O New York Post chamou seu álbum Be Brave, uma comovente coleção de músicas pop que retratam sua luta pela sobrevivência e também a sua recuperação. Ela descreve suas músicas como "jazz, soulful e pop". Temtchine  foi diagnosticada em 2013 com Doença venooclusiva pulmonar (PVOD), uma rara doença de hipertensão pulmonar que é fatal sem tratamento adequado.  Ela tem que ir a qualquer lugar com um cilindro de oxigênio, conectado a um tubo de respiração em seu nariz. Amy Carlberg opinou sobre o tema em Bust Magazine: 
"A voz de Chloe Temtchine é clara, sensual e forte. Ela tem lábios de modelo com um biquinho e sobrancelhas altas e perfeitamente arqueadas. Ela é magra e alta, com pele bronzeada e cabelos negros sedosos. Chloe Temtchine não pareceria fora de lugar em nenhum tapete vermelho, talvez com a exceção dos tubos de respiração que ela usa, mesmo enquanto se apresenta."

## Carreira de cantora e luta contra a doença PVOD

### Primeiros anos
Temtchine começou a cantar quando ela tinha 6 anos de idade. Neste período seu pai à levava para Igreja Baptista no Harlem perto de Manhattan, e ela ouvia horas de música gospel.
Seu álbum de estreia em 2009 foi Between Day & Dream.  Temtchine ganhou o "2011 Avon National and International Songwriting Competition" com sua música “Step Up,” usado em comercial da Avon a nível mundial. Ela também se apresentou no Late Night with David Letterman, cantando back para o cantor de R&B Ne-Yo, em 2012 cantou em um comercial do aniversário de 100 anos de American Express, e foi destaque em "NY1 News" com "Where in The Truck is Chloe."

### Batalha com a grave hipertensão pulmonar e PVOD
Temtchine foi assolada por uma série de sintomas médicos, a partir de 2008. Eles incluíam falta de ar, e excesso de tosse Os médicos não conseguiam determinar a causa de seus males. Ela lembra com risadas, "Em um determinado ponto, eu estava mesmo em busca de ajuda psiquiátrica."
Em fevereiro de 2013 Temtchine foi levado às pressas para o hospital com insuficiência cardíaca congestiva em seu coração, incapaz de respirar e quase morta. Ela foi diagnosticada com uma doença rara, Doença venooclusiva (PVOD), que é responsável por um pequeno número de casos de hipertensão pulmonar (menos de 200 casos são diagnosticados por ano). Manifesta-se como um constante nível elevado de pressão arterial no coração e artérias, levando a inflamação e dilatação do coração.  Sem um tratamento adequado, os pacientes podem viver em média até 2,5 anos com a doença.
O coração de Temtchine estava três vezes maior que o normal. Seu ecocardiograma revelou uma pressão pulmonar média de 180, consideravelmente alta com relação a pressão normal de 25 ou menos. Em primeiro momento, ela foi comunicada que restava, apenas alguns dias de vida. Foi lhe dado pouca chance de recuperação.
Temtchine alterou sua vida e rotina. Ela adotou uma restrita dieta vegana, e exercícios regulares de maneira moderada.
Temtchine também é obrigado a andar com um cilindro de oxigênio em todos os lugares que ela for, conectado a um tubo de respiração em seu nariz, e permanecer conectado 24 horas por dia.  Ela admite que isso é muito irritante e frustrante. Ela mesmo assim se apresenta no palco sempre conectado ao cilindro de oxigênio.  Temtchine disse que as vezes seus fãs reagem de maneira estranha até mesmo com espanto , outros até confundem seu cilindro com um aspirador de pó em cima do palco. Ela relembra:"foi difícil no início, devido à vaidade, mas, em seguida, eu assisti um documentário sobre como ratos sentiam a falta de oxigênio por duas semanas foram induzidas pela hipertensão pulmonar, e isso que me fez entender o valor de oxigênio."
Temtchine nomeou seu cilindro de oxigênio com o nome de "Steve Martin", após o comediante, dizer"I thought it fit".  Ela as vezes o veste — em outros momentos “Steve Martin” usa perucas ou laço.  Ela disse: "Alguns anos atrás, eu estava em uma festa da Vanity Fair e eu conheci o verdadeiro Steve Martin. Ele disse que se sentiu honrado de seu nome ser nomeado ao cilindro"

### Continuação da carreira musical
Ela continuou escrevendo música, disse: "Eu me trancava no quarto e escrevia música — Isso era uma forma de escape e parar de pensar sobre minha situação. Há um novo nível de sinceridade e de verdade que não vinha de mim, antes." Ela também mencionou, ""havia uma parte de mim que queria se apressar para escrever músicas, porque eu não sabia quanto tempo foi que eu havia deixado de lado." In 2014, The Huffington Post descreveu Temtchine como "claramente como uma estilista excelente de música."

Seu álbum de 2015, Be Brave, foi descrito por New York Post como "uma coleção de músicas pop comovente que documentam (registram) sua história de sobrevivência e luta, mas também de recuperação." Toby Gad foi um dos produtores do álbum. Temtchine escreveu a música  "Be Brave" pouco tempo depois, ela foi liberada do hospital e da unidade de terapia intensiva, e doa 50% da receita de vendas para a Associação de hipertensão pulmonar (PHA). Mais de 20.000 cópias foram baixadas dentro dos primeiros 90 dias da sua publicação. Amy Carlberg opinou no Bust Magazine isso:
"The song is twangy and energetic, and springboards off the bluegrass and banjo-laden sounds that have been ruling the pop charts. The title of the song reminds us of the splendid courage it takes to live day to day with a disease or a disability. It reminds us that our perceptions of people should not be based on these factors, because that would only serve to disable them further. Ms. Temtchine is a role model for all women, but especially those with severe illnesses, showing that it's still possible to go after the life you love."
Temtchine continua a escrever, e desde julho de 2016 ela já estava trabalhando em um novo álbum, provisoriamente intitulado Someday.
Seu prognóstico é incerto.  Chloe diz que não apresenta nenhuma dificuldade para cantar ou tocar no palco, porém continua com seu tratamento. Ela concluiu: "Ninguém tem qualquer ideia do que está ou pode acontecer, mas estamos esperançosos porque tudo está indo na direção certa!""